# Chiesa di San Giorgio Martire (Casorezzo)
La chiesa di San Giorgio Martire è la parrocchiale di Casorezzo, in città metropolitana ed arcidiocesi di Milano; fa parte del decanato Villoresi.

## Storia
La prima citazione di una cappella in paese risale al Basso Medioevo ed è contenuta nel Liber Notitiae Sanctorum Mediolani, in cui si legge che era filiale della pieve dei Santi Gervasio e Protasio di Parabiago; tra il Cinque e il Seicento la parrocchia casorezzese risultava inserita nella pieve foraniale di Legnano.
Nel 1761 l'arcivescovo di Milano Giuseppe Pozzobonelli, compiendo la sua visita pastorale, trovò che la parrocchiale aveva come filiale l'oratorio di San Salvatore e che i fedeli ammontavano a 640; questi ultimi risultavano scesi a 619 nel 1780.
La chiesa passò nel 1845 al vicariato di Parabiago. Nel 1901 l'arcivescovo Andrea Carlo Ferrari diede nuovo impulso all'idea di realizzare la nuova parrocchiale, la prima pietra della quale fu tuttavia posta diversi anni dopo, nel 1907; la consacrazione venne impartita dal già citato arcivescovo Ferrari il 26 aprile 1913.
Nel 1960 l'antico campanile, giudicato pericolante, fu demolito, mentre la nuova torre venne eretta sei anni dopo su disegno dell'architetto Sirtori; nel 1972, con la riorganizzazione territoriale dell'arcidiocesi, la parrocchia confluì nel decanato di Legnano.

## Descrizione

### Esterno
La facciata a salienti, in mattoni a faccia vista, della chiesa è tripartita da quattro paraste e presenta tre portali, strombati e sormontati da lunette, e altrettanti rosoni.

### Interno
L'interno dell'edificio è suddiviso da pilastri sorreggenti archi a tutto sesto in tre navate, la centrale delle quali coperta da volte a crociera; al termine dell'aula si sviluppa il presbiterio, rialzato di tre gradini e chiuso dall'abside poligonale.